# عزة فهمي
عزة فهمي مصممة مجوهرات ومؤلفة مصرية ورئيس مجلس إدارة شركة حلى مصر. وُلدت في سوهاج، وتخرجت في كلية الفنون الجميلة قسم الديكور. وهي مؤسسة دار التصميم «عزة فهمي للمجوهرات». عزة هي أول امرأة تتدرب على تصميم المجوهرات في خان الخليلي، أحد أشهر أحياء مصر القديمة. في عام 2013 أسست «استوديو عزة فهمي للتصميم» بالشراكة مع «ألكيميا»، مدرسة التصميم المعاصر في فلورنسا. أقامت عزة فهمي أكثرمن 200 معرض حول العالم، ووُصِفت بإحدى أكثر نساء مصر تأثيرًا، وإحدى أبرز مصممات المجوهرات في الشرق الأوسط.

## النشأة والمسيرة
ولدت عزة فهمي ونشأت في سوهاج في صعيد مصر، وتخرجت من جامعة حلوان بدرجة بكالوريوس الآداب في التصميم الداخلي. في عام 1969، اشترت كتاب تصميم مجوهرات من العصور الوسطى، والذي أصبح مصدر إلهام لعملها. كانت تنتوي بعد حصولها على شهادة البكالوريوس في هندسة الديكور أن تلتحق بكلية الآداب لتحصل على شهادة أخرى في قسم الفنون التطبيقية، ولكنها عدلت عن رأيها وقررت بدلًا من ذلك أن تخوض فترة تدريب في مجال تصميم المجوهرات. عملت عزة موظفة حكومية، وفي نفس الوقت غامرت بالدخول إلى حي المجوهرات في خان الخليلي بالقاهرة لتتعلم تقنيات الحرفة على أيدي صاغة الذهب البارزين. اشتغلت كمتدربة في مشغل الحاج سيد، أحد الجواهريين في سوق خان الخليلي القديم، حيث يقتنص الباعة المشغولات اليدوية والسلع التقليدية، وتعلمت على يد أفضل محترفي هذه الصنعة. وباتت المرأة الوحيدة التي تشتغل في الليالي في مشغل الحاج سيد، وانتقلت من عملية برد المعادن إلى تصميم المجوهرات. في منتصف السبعينيات من القرن الماضي، قدم لها المجلس الثقافي البريطاني زمالة لدراسة تصميم المجوهرات في كلية السير جون كاس، حيث تعلمت نظريات وتقنيات التصنيع. عند عودتها، أقامت أول ورشة لها وكان معها موظفان اثنان.
منذ تصميماتها الأولى، لطالما كانت أعمال عزة مستوحاة من الثقافة والتراث المحلي والعالمي. عكست إحدى مجموعاتها الأولى، باسم «منازل النيل»، بعض جوانب أسلوب الحياة المصري. ومن أهم خصائص فن عزة الاعتماد على الخط العربي في كتابة الأمثال والمقولات والأبيات المعروفة للعلماء والشعراء والفنانين المشهورين. تتضمن النقوش الخطية كلمات غنتها المطربة المصرية الأسطورية أم كلثوم، التي خصصت لها عزة مجموعتان، بالإضافة إلى أبيات وأمثال للرومي وجبران خليل جبران ورابعة العدوية وغيرهم. يعتبر الحفاظ على تقنيات صناعة المجوهرات القديمة وحرفتها هو أساس علامة عزة فهمي التجارية. وتراعي عزة في تصميماتها الحفاظ على التوازن بين صيحات الموضة العالمية والعناصر التقليدية التي ميزت تصاميمها.
في عام 2006، تعاونت عزة مع جوليان ماكدونالد في أسبوع الموضة بلندن، وتلاه تعاون مع برين في أسبوع الموضة في نيويورك في فبراير 2010. في أوائل عام 2012، عملت مع المتحف البريطاني في معرض «الحج: رحلة إلى قلب الإسلام»، حيث ابتكرت مجموعة من 9 قطع. تعاونت عزة مع المتحف البريطاني مرة أخرى في عام 2015 في معرضهم «مصر: الإيمان بعد الفراعنة».
في عام 2007، نشرت فهمي كتابا بعنوان «مجوهرات مصر المسحورة»، تروي رحلتها عبر مصر لاكتشاف المجوهرات التقليدية المصنوعة والمرتداة في مناطق مختلفة من البلاد. وفي 2015، أصدرت كتابا آخر بعنوان «المجوهرات التقليدية المصرية»، صدر عن الجامعة الأمريكية بالقاهرة أيضا.
ارتدى العديد من المشاهير مجوهرات صممتها عزة فهمي، ومن بينهن أميرات عرب والمغنية الأمريكية ريهانا. وصممت مجوهرات الفنانات المشاركات بموكب المومياوات الملكية الذي أقيم في مصر سنة 2021.

## المؤلفات
- مجوهرات شرق أوسطية من تصميم عزة فهمي، 1994.[20]
- المجوهرات المصرية المسحورة: الفن التقليدي والحرف، الجامعة الأمريكية في القاهرة، 2007.[21][22]
- المجوهرات التقليدية المصرية، الجامعة الأمريكية في القاهرة، 2015.[23]

## التعاونات
- تعاون لمدة عامين مع جوليان ماكدونالد.[24][25][26]
- «برين A / W '11» - ابتكرت مجموعة تألفت من أصفاد وأقراط وخواتم وحزام ثلاثي الأبعاد، وذلك خلال شراكة مع ثنائي الموضة جاستن ثورنتون، وتيا بريجازي، مصممي دار أزياء «برين»؛ وأثمرت هذه الشراكة عن إطلاق المجموعة خلال «أسبوع الموضة بنيويورك».[27][28][13]
- المتحف البريطاني - تعاونت لأول مرة مع المتحف البريطاني في معرض «الحج: رحلة إلى قلب الإسلام» الذي افتتح في يناير 2012. ابتكرت عزة فهمي مجموعة من 9 قطع مستوحاة من رحلة الحج والرموز الروحية المرتبطة بها.[29][30] شهد معرض «مصر: الإيمان بعد الفراعنة» في عام 2015 تعاون عزة الثاني مع المتحف، وضمت مجموعتها عناصر من معرض المتحف وخطًا عربيًا مميزًا.[15][31]
- «ماثيو ويليامسون A / W'14» - ابتكرت مجموعة مجوهرات ذات طابع كوني تضم نجومًا، وزخارف على أهاليل، وقلادات «مفتاح الحياة».[32]
- «ماثيو ويليامسون S / S'14» - عشر قطع مستوحاة من أشكال مصر وبلاد فارس المعمارية وأنسجتهما.[33]
- كرم سولار - مشروع مشترك بين مجوهرات عزة فهمي وشركة «كرم بيلد» المصرية لتصميم مقر كرم سولار الصديق للبيئة بسهل حشيش، باستخدام نظرة تجريدية وفنية للتأثيرات الثقافية.[34]

## الجوائز والتقدير
- أدرج اسمها في العام 2007 على قائمة صاحبات الأعمال الـ 25 الأكثر نفوذاً في الشرق الأوسط الصادرة عن «فايننشال تايمز».[11][26]
- كرمها الرئيس المصري عبد الفتاح السيسي خلال احتفالية المرأة المصرية 2017.[19]

## أنظر أيضاً
- كلير مازارد
- فايزة هيكل
- وديدة محمود عزب
- عزة كامل
- جيانا فاروق
- هبة السويدي